# Snoopy trong không gian
Snoopy trong không gian (tên gốc tiếng Anh: Snoopy in Space) là một loạt phim truyền hình hoạt hình trực tuyến của Mỹ và Canada lấy cảm hứng từ loạt truyện tranh Peanuts của họa sĩ Charles M. Schulz. Loạt phim do DHX Media sản xuất và ra mắt ngày 1 tháng 11 năm 2019 trên Apple TV+.

## Lồng tiếng
- Terry McGurrin vai Snoopy
- Robert Tinkler vai Woodstock
- Ethan Pugiotto vai Charlie Brown
- Hattie Kragten vai Sally Brown
- Christian Dal Dosso vai Franklin
- Isabella Leo vai Lucy van Pelt
- Wyatt White vai Linus van Pelt
- Holly Gorski vai Marcie
- Isis Moore vai Peppermint Patty
- Milo Toriel-McGibbon vai Rerun van Pelt
- Nicole Byer vai C.A.R.A.
- Julie Lemieux, Sean Cullen và David Berni vai Bird Buds

## Tập phim
| Số trong mùa | Tựa đề                           | Đạo diễn             | Biên kịch     | Ngày chiếu tại Mỹ   |
| ------------ | -------------------------------- | -------------------- | ------------- | ------------------- |
| 1            | "Nhiệm vụ 1: Đăng ký"            | Rob Boutilier        | Betsy Walters | 1 tháng 11 năm 2019 |
| 2            | "Nhiệm vụ 2: Huấn luyện"         | Behzad Mansoori-Dara | Betsy Walters | 1 tháng 11 năm 2019 |
| 3            | "Nhiệm vụ 3: Tốt nghiệp"         | Ridd Sorensen        | Betsy Walters | 1 tháng 11 năm 2019 |
| 4            | "Nhiệm vụ 4: Đến trạm ISS"       | Rob Boutilier        | Carly DeNure  | 1 tháng 11 năm 2019 |
| 5            | "Nhiệm vụ 5: Vườn không gian"    | Behzad Mansoori-Dara | Mark Edwards  | 1 tháng 11 năm 2019 |
| 6            | "Nhiệm vụ 6: Mộng du vũ trụ"     | Ridd Sorensen        | Miles Smith   | 1 tháng 11 năm 2019 |
| 7            | "Nhiệm vụ 7: Thám hiểm Orion"    | Rob Boutilier        | Mark Edwards  | 1 tháng 11 năm 2019 |
| 8            | "Nhiệm vụ 8: Sập hố"             | Behzad Mansoori-Dara | Carly DeNure  | 1 tháng 11 năm 2019 |
| 9            | "Nhiệm vụ 9: Tìm đá Mặt Trăng"   | Ridd Sorensen        | Miles Smith   | 1 tháng 11 năm 2019 |
| 10           | "Nhiệm vụ 10: Mặt Trăng tốt, CB" | Rob Boutilier        | Betsy Walters | 1 tháng 11 năm 2019 |
| 11           | "Nhiệm vụ 11: Nhiệm vụ kế tiếp"  | Behzad Mansoori-Dara | Betsy Walters | 1 tháng 11 năm 2019 |
| 12           | "Nhiệm vụ 12: Du hành Sao Hỏa"   | Ridd Sorensen        | Betsy Walters | 1 tháng 11 năm 2019 |

## Sản xuất
Tháng 12 năm 2018, DHX Media xác nhận hãng sẽ sản xuất một loạt phim mới lấy ý tưởng từ Peanuts cho nền tảng stream mới của Apple, bắt đầu với loạt phim Snoopy trong không gian. Một vài tháng trước đó, Peanuts Worldwide cũng xác nhận mối quan hệ đối tác với NASA dể quảng bá ngành STEM tới các sinh viên thông qua những nội dung mới. Nhằm hỗ trợ cho việc phát hành loạt phim, Apple TV đã cho stream một phim tài liệu ngắn của Morgan Neville lấy tên Peanuts in Space: Secrets of Apollo 10, với sự tham gia của Ron Howard và Jeff Goldblum từ tháng 5 năm 2019. Qua mối quan hệ đối tác, loạt phim có sử dụng một số đoạn băng lưu trữ của NASA.
Tháng 10 năm 2020, mùa thứ hai của loạt phim được xác nhận đang trong quá trình sản xuất.

## Phát hành
Snoopy trong không gian ra mắt trùng với ngày ra mắt của nền tảng Apple TV+ vào ngày 1 tháng 11 năm 2019. DHX phát hành album nhạc phim trên Apple Music cùng ngày.
Teaser của loạt phim được đăng tải từ ngày 17 tháng 7 năm 2019. Trailer đầy đủ ra mắt vào ngày 27 tháng 9 năm 2019.
Phiên bản Happy Meals với đồ chơi và sách theo chủ đề Snoopy trong không gian của hãng đồ ăn nhanh McDonald's được mở bán vào mùa hè năm 2019. Một khinh khí cầu với hình ảnh phi hành gia Snoopy cũng được cho bay trên bầu trời trong sự kiện diễu hành Macy's Thanksgiving Day Parade 2019.

## Đón nhận
Trên hệ thống tổng hợp kết quả đánh giá Rotten Tomatoes, loạt phim nhận được 100% lượng đồng thuận dựa theo 6 bài đánh giá, với điểm trung bình là 8/10. Snoopy trong không gian ngoài ra cũng nhận được đề cử cho Giải Daytime Emmy trong hạng mục Chương trình thiếu nhi ngắn đột phá.